# Moldavská demokratická republika
Moldavská demokratická republika (rumunsky Republica Democratică Moldovenească) nebo také Besarabská republika byl stát na území Besarábie v období od 2. prosince 1917 do 9. dubna 1918, poté se připojila k Rumunsku. Do 6. února 1918 byla součástí RSFSR.